# فالدير
فالدير هو لاعب كرة قدم برازيلي في مركز الهجوم، ولد في 11 نوفمبر 1937 في ساو باولو في البرازيل، وتوفي في 17 يوليو 1977. لعب مع ناسيونال ساو باولو.

## وصلات خارجية
- فالدير على موقع الاتحاد الدولي (مؤرشف)  (الإنجليزية)
- فالدير على موقع أوليمبيديا (الإنجليزية)